# Grace Darmond
Grace Darmond (Toronto, Canadá, 20 de noviembre de 1898-Los Ángeles, 8 de octubre de 1963) fue una actriz cinematográfica canadiense, que desarrolló toda su carrera en Estados Unidos. 

## Biografía

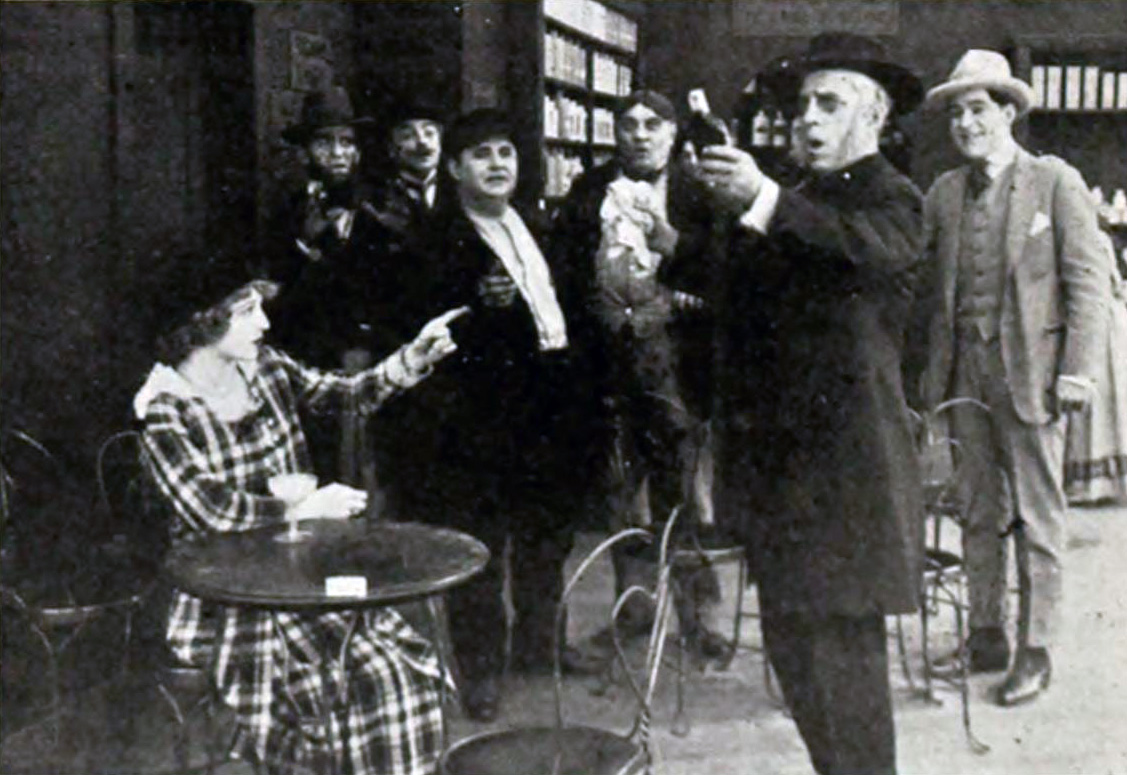
A Temperance Town (1916)

Fue una actriz del cine mudo desde 1915 hasta 1929. 
Trabajó junto al actor Niles Welch en el primer film en Technicolor, The Gulf Between (1917), estrenado en el Aeolian Hall de Nueva York.
Intervino en muchas películas importantes de dicho período, pero nunca llegó a tener un papel principal en filmes de gran presupuesto. La mayor parte de sus papeles fueron secundarios al lado de grandes estrellas del momento, y sus interpretaciones como protagonista tuvieron lugar en títulos menores. El papel que le sirvió de lanzamiento llegó con Below the Surface (1920), en la cual trabajaba junto a Hobart Bosworth y Lloyd Hughes. Ese mismo año intervino en A Dangerous Adventure, producida y dirigida por Warner Brothers. Esta interpretación le valió ser elegida para actuar con Boris Karloff en el film de misterio The Hope Diamond Mystery (1921). En la edición de julio de Motion Picture Magazine, ella apareció en un artículo de Joan Tully titulado "Mantled with Shyness (A word portrait of Grace Darmond)".
Según todas las fuentes, era lesbiana, algo común en el ambiente interpretativo de los inicios de Hollywood. Aunque actuó en un número importante de filmes a lo largo de 13 años, era más conocida en el ambiente de Hollywood por ser la amante de Jean Acker, la primera mujer del actor Rodolfo Valentino. También estuvo relacionada, como otras muchas actrices de la época, con la poderosa actriz Alla Nazimova, que fue la anterior amante de Acker, aunque no llegó a verificarse que Nazimova y Darmond tuvieran una relación sentimental. Ella y Acker acudían a fiestas celebradas en la finca El Jardín de Alá, de Nazimova.
Ella y Jean Acker se conocieron en 1918, haciéndose amantes poco después. Acker, a su vez, conoció al entonces poco conocido actor Rodolfo Valentino solo unos meses después, en una fiesta celebrada en casa de Alla Nazimova. Ella y Valentino se comprometieron, aunque parece ser que nunca llegaron a mantener relaciones sexuales. Se casaron en 1919, pero en la noche de bodas Acker abandonó el hogar para irse a casa de Darmond,  por lo que el matrimonio no se habría llegado a consumar. Acker solicitó la separación en 1921, y posteriormente pleiteó contra Valentino acusándole de bigamia cuando él se casó con la diseñadora Natacha Rambova en México. Darmond y Acker siguieron siendo amantes durante gran parte de la década de 1920. 
Su película más importante fue Wide Open, de 1927, con Lionel Belmore y Dick Grace como actores principales. Con la llegada del cine sonoro, Darmond, al igual que muchos otros actores de la época muda, no fue capaz de hacer una buena transición. Dejó su carrera interpretativa y desapareció de la vida pública.

## Filmografía
- A Pair of Stockings (1914, Cortometraje) - Mrs. Brainerd
- The Estrangement (1914, Cortometraje) - La Hija de Seymour
- When the Clock Went Wrong (1914, Cortometraje)
- Making Good with Her Family (1914, Cortometraje)
- An Egyptian Princess (1914, Crtometraje) - Mlle. Aimee - La Princesa Egipcia
- The Lure of the Ladies (1914, Cortometraje)
- Your Girl and Mine: A Woman Suffrage Play (1914) - Equal Suffrage Apparition
- The Quarry (1915, Cortometraje) - Molly Bryan
- The Millionaire Baby (1915) - Valerie Carew
- A Texas Steer (1915) - Bossy Brander
- The House of a Thousand Candles (1915) - Marian Evans
- The Leaving of Lawrence (1915, Cortometraje) - Bessie Grant
- A Black Sheep (1915) - Ada Steele
- The Black Orchid (1916, Cortometraje) - Eleanor Roberts
- Her Dream of Life (1916, Cortometraje) - Rita Crossley
- A Social Deception (1916, Cortometraje) - Violet Rensselear
- Wives of the Rich (1916, Cortometraje) - Mrs. John Grant
- Badgered (1916, Cortometraje) - Vera Jackson
- A Stranger in New York (1916, Cortometraje) - Miss Weigh Innitt
- Temperance Town (1916, Cortometraje) - Ruth Jones
- The Shielding Shadow (1916) - Leontine
- The Gulf Between (1917) - Marie
- In the Balance (1917) - Louise Maurel
- The Other Man (1918) - Dorothy Harmon
- The Crucible of Life (1918) - Gladys Dale
- An American Live Wire (1918) - Ida Payne
- The Seal of Silence (1918) - Ruth Garden
- The Girl in His House (1918) - Doris Athelstone
- A Diplomatic Mission (1918) - Lady Diana Loring
- The Man Who Wouldn't Tell (1918) - Elinor Warden
- The Highest Trump (1919) - Lois Graham
- What Every Woman Wants (1919) - Gloria Graham
- The Valley of the Giants (1919) - Shirley Sumner
- The Hawk's Trail (1919) - Claire Drake
- Below the Surface (1920) - Edna Gordon
- The Invisible Divorce (1920) - Claire Kane Barry
- So Long Letty (1920) - Letty Robbins
- The Hope Diamond Mystery (1921) - Mary Hilton / Bibi
- See My Lawyer (1921) - Norma Joyce
- White and Unmarried (1921) - Dorothea Welter
- The Beautiful Gambler (1921) - Molly Hanlon
- The Song of Life (1922) - Aline Tilden
- Handle with Care (1922) - Jeanne Lee
- I Can Explain (1922) - Dorothy Dawson
- A Dangerous Adventure (1922, Serial) - Marjorie Stanton
- The Hero (1923)
- The Midnight Guest (1923) - Gabrielle
- Daytime Wives (1923) - Francine Adams
- Gold Madness (1923) - Hester Stanton
- The Wheel of Fortune (1923)
- Discontented Husbands (1924) - Emily Ballard
- Alimony (1924) - Marion Mason
- The Gaiety Girl (1924) - Pansy Gale
- The Painted Flapper (1924)
- Flattery (1925) - Allene King
- Where the Worst Begins (1925) - Annice Van Dornn
- The Great Jewel Robbery (1925) - Doris Dunbar
- Her Big Adventure (1926) - Betty Burton
- The Night Patrol (1926) - Goldie Ferguson
- Honesty – The Best Policy (1926) - Lily
- Her Man o' War (1926) - Countess of Lederbon
- The Marriage Clause (1926) - Mildred Le Blanc
- Wide Open (1927)
- Hour of Reckoning (1927) - Marion Hastings
- Wages of Conscience (1927) - Lillian Bradley / Mary Knowles
- Our Wife (1941) - Rol menor (Última aparición en filmes)